# Walkerville Town
Koordinaten: 34° 54′ S, 138° 37′ O

Die Corporation of the Town of Walkerville ist ein lokales Verwaltungsgebiet (LGA) im australischen Bundesstaat South Australia. Walkerville ist die kleinste LGA in der Metropole Adelaide, der Hauptstadt von South Australia. Das Gebiet ist 3,5 Quadratkilometer groß und hat etwa 7500 Einwohner (2016).
Walkerville liegt im Zentrum von Adelaide und grenzt im Südosten an das Stadtzentrum. Das Gebiet beinhaltet vier Stadtteile: Gilberton, Medindie, Vale Park und Walkerville. Der Verwaltungssitz des Councils befindet sich im Stadtteil Gilberton.

## Verwaltung
Der Walkerville Town Council hat zehn Mitglieder, neun Councillor werden von den Bewohnern der drei Wards gewählt (je drei aus Vale Park, Walkerville und Medindie/Gilbert Ward). Diese drei Bezirke sind unabhängig von den Stadtteilen festgelegt. Der Ratsvorsitzende und Mayor (Bürgermeister) wird zusätzlich von allen Bewohnern des Towns gewählt.